# Tórtora del Senegal
La tórtora del Senegal (Spilopelia senegalensis) és una espècie d'ocell de la família dels colúmbids (Columbidae) que habita estepes, oasis i ciutats d'Àfrica i el sud d'Euràsia, a la major part de l'Àfrica subsahariana, vall del Nil, Àfrica Nord-occidental, oest i sud de Turquia, Orient Pròxim i Mitjà, sud de la Península Aràbiga, i des de l'Iran fins al sud del Kazakhstan, nord-oest de la Xina, l'Índia, el Nepal i Bangladesh.

Dove Iran